# Дребнопетниста акула
Дребнопетнистата акула (Scyliorhinus canicula) е вид акула от семейство Scyliorhinidae. Видът не е застрашен от изчезване.

## Разпространение и местообитание
Разпространен е в Албания, Алжир, Белгия, Великобритания (Северна Ирландия), Германия, Гренландия, Гърция, Дания, Египет, Естония, Западна Сахара, Исландия, Испания, Италия, Кот д'Ивоар, Латвия, Либия, Литва, Мавритания, Мароко, Нидерландия, Норвегия, Полша, Португалия (Азорски острови), Северна Македония, Русия, Сенегал, Сърбия, Турция, Финландия, Франция и Швеция.
Обитава крайбрежията и пясъчните и скалисти дъна на морета и заливи в райони с умерен климат. Среща се на дълбочина от 9 до 780 m, при температура на водата от 6,7 до 19,3 °C и соленост 32,8 – 38,7 ‰.

## Описание
На дължина достигат до 1 m, а теглото им е максимум 1320 g.
Продължителността им на живот е около 12 години. Популацията на вида е стабилна.

## Галерия
- Яйце (зоология)